# Shubhangi Swarup
Shubhangi Swarup, née en 1982 à Nashik dans l’État du Maharashtra, est une écrivaine indienne.

## Biographie
Shubhangi Swarup est journaliste, réalisatrice et pédagogue,. Elle publie des articles dans le magazine Open (en). 
En 2012, elle obtient la bourse Charles Pick pour l’écriture créative de l’université d'East Anglia. En 2017, elle réalise le court-métrage documentaire When Borders Move sur le village frontalier d'Hunderman (en), revendiqué par le Pakistan. En 2018, elle reçoit le prix Tata Literature Live ! du premier roman.  Elle vit à Bombay. Son roman Dérive des âmes et des continents peut être rattaché au genre littéraire Nature writing.
En janvier 2023, elle reçoit le Prix Émile-Guimet de littérature asiatique pour Dérive des âmes et des continents,.

## Œuvre
- 2018 : Dérive des âmes et des continents (Latitudes of Longing), traduction de Céline Schwaller, Métailié, Paris, 2020[9],[10].